# Speckenberg
Der Speckenberg ist ein Naturschutzgebiet in der niedersächsischen Stadt Salzgitter.
Das Naturschutzgebiet mit dem Kennzeichen NSG BR 112 ist 8,2 Hektar groß. Es ist vollständig Bestandteil des FFH-Gebietes „Salzgitterscher Höhenzug (Südteil)“. Das Gebiet steht seit dem 2. August 1991 unter Naturschutz. Zuständige untere Naturschutzbehörde ist die Stadt Salzgitter.
Das Naturschutzgebiet liegt südöstlich von Salzgitter-Bad auf dem südlichen Mittelteil des Salzgitter-Höhenzuges. Hier ist am Rande des Höhenzuges ein Halbtrockenrasen erhalten geblieben, der durch ehemals extensive Beweidung entstanden ist. Der Halbtrockenrasen wird zur Pflege regelmäßig mit Galloway-Rindern und Schafen beweidet. Hier sind z. B. Echte Schlüsselblume, verschiedene Seggen, Orchideen wie einige Ragwurzarten sowie Schwalbenwurz und Weidenblättriger Alant, die größere Bestände bilden, zu finden. Gebüsche und Hecken werden von Schlehen, Weißdornen und Wildrosen, aber auch Liguster, Kreuzdorn, Hartriegel und Pfaffenhütchen gebildet.
Von besonderer Bedeutung ist ein Steilhang im Südwesten des Schutzgebietes, in dem sich auf skelettreichem Boden Charakterarten der Felsgrus- und Felsbandgesellschaft angesiedelt haben. Der östliche Teil des Naturschutzgebietes ist bewaldet. Hier sind als Besonderheit einige ältere Wildbirnen zu finden. An lichten Stellen im Wald sind Straußblütige Wucherblume und Blauroter Steinsame zu finden.
Das Naturschutzgebiet ist Lebensraum verschiedener Schmetterlinge, darunter der Schachbrettfalter, der die bewaldeten Flächen und den Bereich des Waldsaums besiedelt, außerdem verschiedener Käfer, Heuschrecken, Wanzen und Ameisen.
Durch den südlichen Bereich des Naturschutzgebietes verläuft ein Weg, der betreten werden darf.